# Destination X 2012
Destination X 2012 è stata l'ottava edizione del pay-per-view prodotto dalla Total Nonstop Action Wrestling (TNA). L'evento si è svolto il 8 luglio 2012 nella IMPACT! Zone di Orlando in Florida.

## Risultati
| # | Risultati                                                              | Stipulazioni | Durata |
| - | ---------------------------------------------------------------------- | --- | ------ |
| 1 | Mason Andrews ha sconfitto Rubix, Dakota Darsow e Lars Only            | Fatal four-way match per la qualificazione del torneo TNA X Division Championship                                                                                                   | 08:22  |
| 2 | Mason Andrews ha sconfitto Kid Kash                                    | Single match di semifinale per il titolo TNA X Division Championship | 08:10  |
| 3 | Kenny King ha sconfitto Douglas Williams                               | Single match di semifinale per il titolo TNA X Division Championship | 10:35  |
| 4 | Sonjay Dutt ha sconfitto Rashad Cameron                                | Single match di semifinale per il titolo TNA X Division Championship | 07:16  |
| 5 | Zema Ion ha sconfitto Flip Casanova                                    | Single match di semifinale per il titolo TNA X Division Championship | 03:55  |
| 6 | Samoa Joe ha sconfitto Kurt Angle per KO tecnico                       | Match per il Bound of Glory Series | 14:36  |
| 7 | A.J. Styles ha sconfitto Christopher Daniels                           | Last Man Standing match | 17:39  |
| 8 | Zema Ion ha sconfitto Mason Andrews, Kenny King e Sonjay Dutt          | Ultimate X match per il titolo TNA X Division Championship | 08:50  |
| 9 | Austin Aries ha sconfitto Bobby Roode (c)                              | Single match per il titolo TNA World Heavyweight Championship. Aries ha usato l'opzione C.                                                                                          | 22:42  |
|   | (c) è riferito al campione in carica al momento dell'inizio del match. | L'opzione C consiste nel fatto di rendere volontariamente vacante il titolo TNA X Division Championship e poter sfidare il detentore del titolo TNA World Heavyweight Championship. |        |

### Torneo per il titolo X Division
L'incontro finale tra i quattro semifinalisti corrisponde all'ottava riga della tabella soprastante.
|  | Qualificazioni | Qualificazioni    | Qualificazioni |              |              | Quarti di finale | Quarti di finale | Quarti di finale |  |  | Semi finali | Semi finali | Semi finali |
|  |                |                   |                |              |              |                  |                  |                  |  |  |             |             |             |
|  |                | Sonjay Dutt       | Schienamento   |              |              |                  |                  |                  |  |  |             |             |             |
|  |                | Rubix             |                |              |              |                  |                  |                  |  |  |             |             |             |
|  |                |                   | Sonjay Dutt    |              |              |                  |                  |                  |  |  |             |             |             |
|  |                |                   |                |              |              |                  |                  |                  |  |  |             |             |             |
|  |                |                   | Rashad Cameron | Schienamento |              |                  |                  |                  |  |  |             |             |             |
|  |                | Rashad Cameron    | Rashad Cameron | Schienamento | Schienamento |                  |                  |                  |  |  |             |             |             |
|  |                | Rashad Cameron    |                |              | Schienamento |                  |                  |                  |  |  |             |             |             |
|  |                | Mason Andrews     |                |              |              |                  |                  |                  |  |  |             |             |             |
|  |                |                   |                |              |              |                  |                  |                  |  |  |             | Sonjay Dutt |             |
|  |                |                   |                | Zema Ion     |              |                  |                  |                  |  |  |             |             |             |
|  |                | Zema Ion          |                |              |              |                  |                  |                  |  |  |             |             |             |
|  |                | (Nessun sfidante) |                |              |              |                  |                  |                  |  |  |             |             |             |
|  |                |                   | Zema Ion       | Schienamento |              |                  |                  |                  |  |  |             |             |             |
|  |                |                   |                | Schienamento |              |                  |                  |                  |  |  |             |             |             |
|  |                |                   | Flip Casanova  |              |              |                  |                  |                  |  |  |             |             |             |
|  |                | Flip Casanova     | Schienamento   |              |              |                  |                  |                  |  |  |             |             |             |
|  |                | Flip Casanova     | Schienamento   |              |              |                  |                  |                  |  |  |             |             |             |
|  |                | Dakota Darsow     |                |              |              |                  |                  |                  |  |  |             |             |             |

|  | Qualificazioni | Qualificazioni                    | Qualificazioni   |               |  | Quarti di finale | Quarti di finale | Quarti di finale |  |  | Semi finali | Semi finali | Semi finali |
|  |                |                                   |                  |               |  |                  |                  |                  |  |  |             |             |             |
|  |                | Kenny King                        | Schienamento     |               |  |                  |                  |                  |  |  |             |             |             |
|  |                | Lars Only                         |                  |               |  |                  |                  |                  |  |  |             |             |             |
|  |                |                                   | Kenny King       |               |  |                  |                  |                  |  |  |             |             |             |
|  |                |                                   |                  |               |  |                  |                  |                  |  |  |             |             |             |
|  |                |                                   | Douglas Williams | Schienamento  |  |                  |                  |                  |  |  |             |             |             |
|  |                | Douglas Williams                  | Douglas Williams | Schienamento  |  |                  |                  |                  |  |  |             |             |             |
|  |                |                                   |                  |               |  |                  |                  |                  |  |  |             |             |             |
|  |                | (Nessun sfidante)                 |                  |               |  |                  |                  |                  |  |  |             |             |             |
|  |                |                                   |                  |               |  |                  |                  |                  |  |  |             | Kenny King  |             |
|  |                |                                   |                  | Mason Andrews |  |                  |                  |                  |  |  |             |             |             |
|  |                | Mason Andrews                     | Schienamento     |               |  |                  |                  |                  |  |  |             |             |             |
|  |                | Dakota Darsow, Lars Only, e Rubix |                  |               |  |                  |                  |                  |  |  |             |             |             |
|  |                |                                   | Mason Andrews    | Schienamento  |  |                  |                  |                  |  |  |             |             |             |
|  |                |                                   |                  | Schienamento  |  |                  |                  |                  |  |  |             |             |             |
|  |                |                                   | Kid Kash         |               |  |                  |                  |                  |  |  |             |             |             |
|  |                | Kid Kash                          |                  |               |  |                  |                  |                  |  |  |             |             |             |
|  |                |                                   |                  |               |  |                  |                  |                  |  |  |             |             |             |
|  |                | (Nessun sfidante)                 |                  |               |  |                  |                  |                  |  |  |             |             |             |